# Josep Jufré i Pou
Josep Jufré i Pou (Santa Eulàlia de Riuprimer, 5 d'agost de 1975) és un ciclista català que fou professional entre el 1996 i primers del 2012, quan va anunciar la seva retirada, després de quedar-se sense equip a finals del 2011 i no tenir cap oferta prou engrescadora per continuar en el professionalisme.
En el seu palmarès com a professional destaca la victòria a la Clàssica als Ports de Guadarrama del 2002 i la classificació de les metes volants de la Volta a Catalunya de 2003.

## Palmarès
- 2001
  - Vencedor d'una etapa del Grande Premio do Minho
  - Vencedor de la classificació de les metes volants del G.P. CTT Correios
- 2002
  - 1r a la Clàssica als Ports de Guadarrama
- 2003
  - Vencedor de la classificació de les metes volants de la Volta a Catalunya

### Resultats al Tour de França
- 2008. Retirat de la cursa amb tot l'equip Saunier-Duval (12a etapa)

### Resultats al Giro d'Itàlia
- 2006. 29è de la classificació general
- 2007. 52è de la classificació general
- 2010. 42è de la classificació general
- 2011. 74è de la classificació general

### Resultats a la Volta a Espanya
- 2003. 20è de la classificació general
- 2004. 62è de la classificació general
- 2005. 14è de la classificació general
- 2006. abandona (8a etapa)
- 2007. abandona (14a etapa)
- 2010. 24è de la classificació general
- 2011. 57è de la classificació general